# Henriette Dessaulles
Henriette Dessaulles (Saint-Hyacinthe, 6 de febrero de 1860 - Hotel-Dios de Saint-Hyacinthe, 17 de noviembre de 1946) fue una escritora y periodista pionera en Quebec, conocida con el seudónimo de Fadette.

## Biografía
Creció en la ciudad de Saint-Hyacinthe. Sus padres, Georges-Casimir Dessaulles y Émilie Mondelet, eligieron como padrino de Henriette a Louis-Joseph Papineau. Fue educada en el convento de Lorette y posteriormente en el convento de las Hermanas de la Presentación de María donde se opone a un tipo de educación reservada a las jóvenes de buena familia.  
Se casó con Maurice St-Jacques en 1881 y tuvo siete hijas, de las que solo sobrevivieron cinco. 

## Carrera
Trabajó como periodista para numerosos periódicos. Mantuvo una crónica grafológica en el periódico  La Patrie en el que firmaba con el seudónimo de Jean Deshayes. También escribió para Le Journal de Françoise, Le Courrier de Montmagny, La Revue de la femme, La Revue moderne, Le Canada y Le Nationaliste antes de trabajar para Le Devoir en 1910. Continuó colaborando con este diario hasta los años 1940. 
Allí redactó durante cuarenta años una columna con las llamadas Cartas de Fadette, que firmaba con este seudónimo. Se publicó una compilación de estos artículos en Lettres de Fadette en 1914, 1915, 1916 y 1918.
Henriette Dessaulles falleció en 1946, a los 86 años.

## Obras
Publicó varias obras sobre literatura infantil como Les Contes de la lune (1932) y Il etait une fois (1933) si bien su obra principal es su diario.

### LeJournal(1874-1881)
De 1874 a 1881 redactó un diario que fue publicado en edición póstuma por primera vez en 1971 en Ediciones Hurtubise HMM, en una edición parcial que contenía numerosas fotografías. La obra tuvo una recepción muy positiva, especialmente por parte de la crítica literaria, lo que animó a su reedición en la prestigiosa colección Biblioteca del Nuevo Mundo, en Prensas de la Universidad de Montreal, en 1989. Jean-Louis Major fue responsable de la edición crítica del texto, precedido de una introducción esencial que permite reconstituir, entre otros aspectos, la génesis del texto. Probablemente Henriette Dessaulles retranscribió y en parte reescribió su diario después de la muerte de su marido y lo legó a sus hijos.
El Journal de Henriette Dessaulles ha sido el objeto de numerosos artículos críticos, reseñas y memorias (ver la bibliografía sobre su diario) y crea una ocasión de reflexionar sobre las condiciones sociales de escritura de lo íntimo.

## Toponimia
La calle Henriette-Dessaulles, ubicada en la municipalidad de Lévis, rinde honor a esta escritora. Este topónimo fue oficializado desde el 1 de agosto de 2007. El nombre de esta calle fue oficializado inicialmente como « calle Henriette-Dessaules », con solo una l, errata rectificada en 2014. El lingüista Gabriel Martin, que señaló el error, se expresa en estos términos : « ¿No es irónico encontrar una falta de orthografía en el nombre de una mujer de letras? Hagamos justicia a la memoria dessaullienne rectificando esta incómoda errata que corre el riesgo de propagarse como un reguero de pólvora » .